# Borges (rapper)
Luiz Felipe Borges Campos (Rio de Janeiro, 29 de junho de 2000), mais conhecido como Borges, é um rapper e compositor brasileiro. Ficou conhecido nacionalmente pelas canções "AK do Flamengo", "Iphone Branco" e "Loucura". Atualmente o artista se encontra entre os maiores nomes do subgênero trap no Brasil. Em novembro de 2021 o Rapper foi destaque na Times Square após figurar no Top 5 dos Em Alta do YouTube Brasil.

## Infância
Nascido Luiz Felipe Borges Campos, nasceu e foi criado no bairro Pavuna na zona norte da cidade do Rio de Janeiro. Como seus pais ainda eram jovens e não permaneceram juntos após seu nascimento, Borges cresceu no lar de sua mãe, apesar de frequentemente visitar o pai. 
Durante momentos de sua infância, ele demonstrava um talento para a dança e era destaque por suas habilidades com o estilo passinho. Posteriormente, descobriu seu amor pelo rap e hip-hop, com as músicas de artistas que faziam bastante sucesso na época, tais como Ja Rule, 50 Cent e Ludacris. 
Ao se aprofundar em conhecer mais desses gêneros, Borges acabou despertando interesse pela própria carreira musical ainda aos doze anos de idade, recebendo o apoio de sua mãe, avó e tio maternos para seguir com o sonho que hoje o levou a ser um dos artistas nacionais mais ouvidos do trap.

## 2012—2019: O Início
O artista é conhecido por canções com letras de conteúdo explícito, retratando a realidade das favelas cariocas. Em 2012, ele começou a participar de batalhas de rap através de contatos que fez como um artista em ascensão do bairro Pavuna. 
Em 2018, Borges fundou com amigos a gravadora Fire Gang, onde se desligou no ano seguinte devido a conflitos de interesse com os demais integrantes. No mesmo ano em que se desligou da Fire Gang, Borges entrou na a gravadora NGC Records a mesma de NGC Daddy e foi indicado para Prêmio Genius Brasil 2021, onde concorreu a melhor instrumental do ano.

## Ascensão na música

### Primeiros hits
Em meados de 2019, Borges começava a emplacar seus primeiros hits Five Black, Proibidão 2020, C Walk 2 e Ak do Flamengo. Na época, o rapper ainda assinava como NGC Borges e suas músicas figuravam pelo cenário underground até sua estreia em uma grande gravadora.

### Mainstreet Records e Intocável
Em 2020, Borges assinou com a gravadora voltada para o cenário do rap e trap Mainstreet Records, do rapper Orochi, onde faz parte até os dias de hoje e figura entre os maiores nomes.   
O rapper lançou em 2021 seu primeiro álbum de estúdio, intitulado Intocável, trazendo Mc Cabelinho, K, Kyan e NGC Daddy como convidados. O projeto visual conta com um clipe distinto para cada uma das nove faixas, tendo como destaques os singles Lei Áurea, Aonde Eu Sou Cria (com Mc Cabelinho) e Contando Dinheiro (com NGC Daddy). 

### iPhone Branco e outros
Em 2022, Borges estourou para o grande público com o hit Iphone Branco, que conta com mais de 63 milhões de reproduções na plataforma Spotify e 70 milhões no Youtube. A canção apresentou o lado mais descontraído e cômico de Borges, sendo responsável por aumentar significativamente a fama do artista.  
No mesmo ano, o hit Lado Nerd foi lançado também buscando expandir a base de fãs de Borges, seguindo uma vibe divertida e menos agressiva que seu último álbum. A música faz referências ao famoso streamer e comentarista esportivo Casimiro, o qual Borges assume ser um grande fã. O videoclipe simula o streamer reagindo ao próprio clipe sendo exibido.
No ano seguinte, Borges esteve presente nos hits Gucci, Prada de Oruam, Pelo Momento do rapper Veigh e Marolento, parceria de sucesso com o artista Puterrier. Marolento foi produzida pelo grupo Heavy Baile e ajudou a introduzir Boges ao funk carioca.   
Ele figurou mais sucessos como Salve a Favela (com Mc Cabelinho, MC Poze do Rodo e Bielzin), cujo videoclipe ganhou a prata no Festival de Cannes na categoria Entertainment for Music com KondZilla, MainStreet, Santeria e BETC Havas.  Borges também esteve presente na décima-segunda edição do projeto Poesia Acústica ao lado de artistas como Filipe Ret, Teto e Marina Sena.    

### Amor e Ódio
No dia 11 de outubro de 2023, Borges foi atração no festival Espírito Trap ao lado de MC Poze do Rodo e o grupo Uclã. O festival ocorreu em Cariacica, no Espírito Santo e foi uma forte divulgação para seu novo álbum de estúdio que se aproximava.
Seguindo com a Mainstreet, o álbum Amor e Ódio foi lançado em 13 de dezembro de 2023, tendo como artistas convidados Oruam, Veigh, Mc Cabelinho, NGC Daddy, Galdino, Delacruz, meLLo, TkN e Jovem Dex. 
O álbum foi precedido pelos singles Avisa Minha Mãe, Lenda e Loucura, sendo o último responsável por fazer o artista furar a bolha trap, sendo tocada em espaços não voltados para o gênero trap. No spotify, Loucura conta com mais de 85 milhões de streams e 74 milhões de visualizações em seu videoclipe na plataforma Youtube, sendo o seu maior sucesso. 
Em 2024, o artista foi confirmado como atração na décima edição do festival musical Rock In Rio. Borges irá se apresentar dia 13 de setembro no Palco Favela junto com o rapper TZ da Coronel

## Discografia

#### Álbuns de estúdio
| Título    | Detalhes                                                                                        |
| --------- | ----------------------------------------------------------------------------------------------- |
| Intocável | - Lançamento: 04 de Junho de 2021 - Gravadora: Mainstreet Records - Formato: Digital, streaming |

| Título      | Detalhes                                                                                           |
| ----------- | -------------------------------------------------------------------------------------------------- |
| Amor e Ódio | - Lançamento: 13 de Dezembro de 2023 - Gravadora: Mainstreet Records - Formato: Digital, streaming |

###### Singles
- Tudo no Amor (com Marvin MK) (2019)
- C Walk (com Big Rush e BIN) (2019)
- Five Black (2019)
- AK do Flamengo (com Flacko) (2019)
- Proibidão 2020 (2020)
- Uo*L (2020)
- C Walk 2 (com BIN e Big Rush) (2020)
- Lei Áurea (2020)
- Preto de Gueto (2020)
- Onda do Lança (2020)
- Aonde Eu Sou Cria (com NGC Daddy) (2021)
- Proibidão 2021 (com Bielzin, Chris Beats Zn, Flacko e Mc Rodson) (2021)
- iPhone Branco (2022)
- Lado Nerd (2022)
- Salve a Favela (com Bielzin, MC Poze do Rodo, Mc Cabelinho e Ajaxx) (2023)
- Avisa Minha Mãe (com WIU) (2023)
- Loucura (com Veigh e Mc Cabelinho) (2023)
- Lenda (com Filipe Ret) (2023)

## Controvérsias

### Atrito com Gabriel Monteiro
No ano de 2020, Borges tornou-se alvo de ameaças de morte após o youtuber e político Gabriel Monteiro, associado ao Movimento Brasil Livre (MBL), divulgar um vídeo criticando o rapper. A situação se intensificou com a divulgação de informações pessoais e familiares do artista, incluindo seu endereço residencial e documentos de identidade.

### Confusão no voo da Latam
No dia 19 de abril de 2022, Chefin, PL Quest, Bielzin e Oruam embarcavam em um voo para Espírito Santo, onde seria realizado um show, mas foram intimados dentro da aeronave por não fazerem usos das máscaras de proteção contra a COVID-19. Os artistas se negaram a pôr as máscaras, exceto Chefin, e o mesmo presenciou a expulsão de seus colegas durante o voo, que fez a aeronave retornar para o aeroporto de partida, para entregá-los à Polícia Federal. Chefin contou sua versão do acontecimento para o jornalista Leo Dias, colunista do jornal Metrópoles.

### Lei Áurea e Fernando Holiday
Após a divulgação da faixa Lei Áurea, Borges foi alvo de críticas intensas por parte do vereador de São Paulo e coordenador do MBL, Fernando Holiday. As críticas se intensificaram devido ao conteúdo da música e às mensagens transmitidas por Borges, que levaram a uma troca pública de palavras entre os dois. O embate entre Borges e Fernando Holiday gerou discussões acaloradas nas redes sociais e na mídia, destacando divergências políticas e culturais entre ambos.

## Prêmios e indicações
| Ano  | Prêmio                         | Categoria                     | Nomeação                                                                                 | Resultado | Ref.   |
| ---- | ------------------------------ | ----------------------------- | ---------------------------------------------------------------------------------------- | --------- | ------ |
| 2021 | Prêmio Genius Brasil de Música | Melhor Instrumental           | Borges, NGC Daddy - Aonde Eu Sou Cria                                                    | Indicado  | [ 11 ] |
| 2022 | Prêmio Rap Nacional            | Hit do Ano                    | Borges – Iphone Branco                                                                   | Indicado  | [ 12 ] |
| 2023 | Prêmio Cannes 2023             | Entertainment Lions for Music | SALVE A FAVELA - Bielzin, Borges, MC Cabelinho e MC Poze do Rodo (KondZilla) Prod. Ajaxx | Venceu    | [ 13 ] |